# Hatitia
Hatitia is een geslacht van spinnen uit de  familie van de Anyphaenidae (buisspinnen).

## Soorten
- Hatitia canchaque Brescovit, 1997
- Hatitia defonlonguei (Berland, 1913)
- Hatitia perrieri (Berland, 1913)
- Hatitia riveti (Berland, 1913)
- Hatitia sericea (L. Koch, 1866)
- Hatitia yhuaia Brescovit, 1997